# Anton Bernolák
Anton Bernolák (Slanica, 3. listopada 1762. – Nové Zámky, 15. siječnja 1813.), katolički svećenik i slovački filolog koji je svojom gramatikom i rječnikom postavio temelje slovačkom književnom jeziku. 

## Životopis
Rođen je u plemićkoj obitelji 3. listopada 1762. godine. Studirao je u gimnaziju u Ružomberoku 1774. – 1778., a kasnije u Trnavi i Beču. Teologiju je diplomirao na glavnom sjemeništu u Pressburgu 1787. godine. Slovnicom "Grammatica slavica" iz 1790. godine postavio je temelje slovačkom književnom jeziku i pravopisu. Jezik je zasnovao na fonetskom načelu te za okosnicu jezične norme uzeo zapadnoslovačko narječje. Napisao je i opsežan rječnik "Slovár slovenský-česko-latinsko-nemecko-uherský", u 6 svezaka, koji je objavljen 1825. / 1827. Osnovao je Slovačko učenog društvo (Slovenské učené tovarišstvο).

## Djela
- Divux rex Stephanus, magnus Hungarorum apostolus - 1782.
- Dissertatio-critica de literis Slavorum - 1787.
- Linguae Slavonicae… compendiosa simul et facilis Orthographia - 1787.
- Gramatica Slavica - 1790.
- Etymologia vocum slavicarum - 1791.
- Slowár Slowenskí, Češko-Laťinsko-Ňemecko-Uherskí - 1825. / 1827.